# Dzierżążno Małe
Dzierżążno Małe is een plaats in het Poolse district  Czarnkowsko-trzcianecki, woiwodschap Groot-Polen. De plaats maakt deel uit van de gemeente Wieleń en telt 160 inwoners.

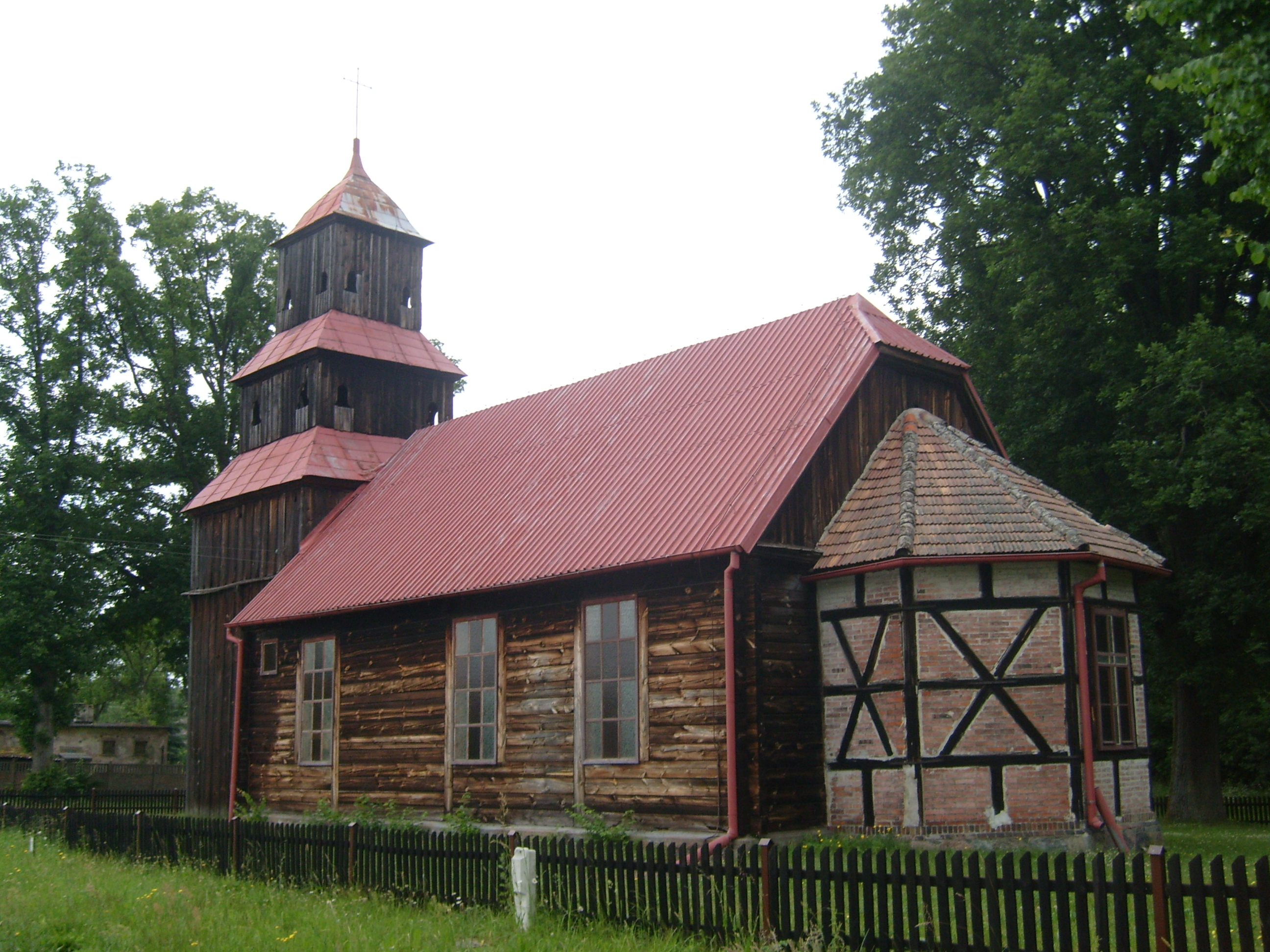
Kerk